# Präsidentschaftswahl in Nordzypern 2015

Wappen von Nordzypern

Die Präsidentschaftswahl in Nordzypern fand im April 2015 statt. Amtierender Präsident war seit der letzten Wahl im Jahr 2010 Derviş Eroğlu, der sich erneut zur Wahl stellte.
Der erste Wahlgang fand am 19. April 2015 statt. Da keiner der Kandidaten die Mehrheit von 50 Prozent erreichen konnte, fanden am 26. April 2015 Stichwahlen statt. In der ersten Runde gewann Derviş Eroğlu und trat in der Stichwahl gegen den Zweitplatzierten Mustafa Akıncı an.
In der Stichwahl gewann Mustafa Akıncı mit 60,50 % der Stimmen.

## Kandidaten
- Derviş Eroğlu – Dritter und bei Kandidatur amtierender Präsident der Türkischen Republik Nordzypern, unabhängiger Kandidat, wird unterstützt durch die Ulusal Birlik Partisi (Nationale Einheitspartei) und die Demokrat Parti (Demokratische Partei)[2]
- Sibel Siber – Präsidentin der Versammlung der Republik, Kandidatin der Cumhuriyetçi Türk Partisi (Republikanisch Türkische Partei)[2]
- Mustafa Akıncı – unabhängiger Kandidat, wird unterstützt durch die Toplumcu Demokrasi Partisi (Partei der gesellschaftlichen Demokratie)[2]
- Kudret Özersay – ehemaliger Chefunterhändler der Zypern-Verhandlungen, unabhängiger Kandidat[2]
- Arif Salih Kırdağ – unabhängiger Kandidat[2]
- Mustafa Ulaş – unabhängiger Kandidat[2]
- Mustafa Onurer – Kandidat der Kıbrıs Sosyalist Partisi (Sozialistische Partei Zyperns)[2]

## Ergebnisse
| Derviş Eroğlu                                                 | 30.361  | 28,18 |
| Mustafa Akıncı                                                | 29.006  | 26,92 |
| Sibel Siber                                                   | 24.287  | 22,54 |
| Kudret Özersay                                                | 22.873  | 21,23 |
| Arif Salih Kırdağ                                             | 00.531  | 00,49 |
| Mustafa Onurer                                                | 00.423  | 00,39 |
| Mustafa Ulaş                                                  | 00.256  | 00,24 |
| insgesamt                                                     | 110.298 | 100   |
| Wahlberechtigte/Wahlbeteiligung                               | 176.916 | 62,34 |
| Quelle: KKTC Yüksek Seçim Kurulu Cumhurbaşkanlığı Seçimi 2015 |         |       |

| Mustafa Akıncı                                                | 67.035  | 60,50 |
| Derviş Eroğlu                                                 | 43.764  | 39,50 |
| insgesamt                                                     | 113.478 | 100   |
| Wahlberechtigte/Wahlbeteiligung                               | 176.980 | 64,12 |
| Quelle: KKTC Yüksek Seçim Kurulu Cumhurbaşkanlığı Seçimi 2015 |         |       |